# Шумилов, Евгений Николаевич
Евге́ний Никола́евич Шуми́лов (22 августа 1951, Ильинское, Кировская область — 25 февраля 2021, Пермь), советский и российский историк-медиевист, этнолог, ономаст, энциклопедист, родиновед, библиограф, мемуарист.

## Биография
Из семьи служащих: отец — механик МТС, мать — фельдшер; оба — участники войны. В июне 1959 семья переехала в Оханский район Пермской области. После окончания средней школы в г. Оханске служил в Советской Армии на Байконуре — площадка 113 (1969 − 1971), хотя мог и не служить, так как десяти лет во время драки получил черепно-мозговую травму (был пробит череп). В январе 1970 направлен в госпиталь площадки Ленинск-10 (ныне г. Байконур), где провёл 33 дня и был выписан в удовлетворительном состоянии. С декабря 1971 жил в Перми. Окончил исторический факультет Пермского госуниверситета (1977).
Работал в школе, на предприятиях Перми, в Архивном отделе Пермского облисполкома. Уже в 1973 на примере Римской империи пришёл к мысли, что Советский Союз — империя и он в недалёком будущем развалится. В июле 1987 в условиях неустроенности жизни и безысходности, а также давно сложившихся антикоммунистических убеждений, предпринял попытку нелегального перехода государственной границы в районе Выборга, но заблудился и сам сдался пограничникам в состоянии аффекта. Был помещён ими во второе отделение Ленинградской психбольницы № 4 на принудительное лечение («лечил» заведующий отделением С. Л. Шестернин), но приглашённым для обследования профессором-психиатром Т. Я. Хвиливицким (1908—1989) не был признан больным. После этого его никуда не принимали на работу, кроме как сторожа и грузчика. «По блату» и «рекомендации» кэгэбиста Ю. В. Новосёлова был трудоустроен в мае 1988 во вновь создаваемый музей Пермской областной организации ВОС, где проработал более 20 лет.
Вплоть до распада СССР находился под наблюдением КГБ (через осведомителей), как на работе так и дома. Окончил заочно аспирантуру при Пермском госуниверситете (ПГУ), куда поступил в марте 1992. После смерти научного руководителя профессора В. А. Оборина (1929 −1995) его диссертация была передана другому аспиранту, который на её материале написал в своей работе целую главу. Е. Н. Шумилов вынужден был обратиться в Башкирский госуниверситет к профессору Н. А. Мажитову (1933—2015) и через него был закреплён за профессором И. Г. Акмановым. В 2000 он защитил диссертацию по истории русской колонизации Осинского Прикамья в Башкирском госуниверситете на докторском диссертационном совете, получив учёную степень кандидата исторических наук.

## Научная деятельность
Исследовательскую деятельность начал в середине 1970-х с ономастики Пермского края, которой заинтересовался ещё учась в старших классах Оханской школы под влиянием книги ономаста В. А. Никонова «Краткий топонимический словарь» (1966). Печататься начал в декабре 1976 в журнале «Уральский следопыт» (первый материал дан без указания имени), хотя посылал туда статьи за несколько лет до этого (их частично использовал свердловский профессор-лингвист А. К. Матвеев). За 15 лет работы опубликовал в периодических изданиях Урала несколько сот статей и заметок на историко-ономастическую тему. Увлечение ономастикой вылилось в 1991 в книгу «Тимошка Пермитин из деревни Пермяки» (географические названия и фамилии Пермского края). Этим изданием было положено начало исследованиям истории пермских старожильческих фамилий и названий населённых пунктов Пермской земли.
В период учёбы в аспирантуре и позднее основные научные интересы были связаны с широким спектром исторических вопросов Большого Урала в период с XVI по XX в.: библиография, история церквей и населённых пунктов, народы и колонизация Урала, Герои Советского Союза, видные деятели Пермской губернии, история Пермской организации ВОС и т. д. Е. Н. Шумилов является первым исследователем русского ясашного населения Вятско-Камского региона, русской крестьянской колонизации Красноуфимского и Осинского уездов Пермской губернии, появления старообрядцев на Пермской земле в начале XVIII века, заселения кайгородцами Юмо-Лопвинского региона Верхнекамья.
С годами работа автора пробрела энциклопедический характер. Е. Н. Шумилов принимал участие в создании нескольких энциклопедий: Пермской электронной (более 500 статей), Уральской исторической, Башкирской, Осинской, Оханской. Самостоятельно подготовил энциклопедические справочники по ряду районов и населённых пунктов Пермского края. В общей сложности к 2005 опубликовал более 2000 статей, десятки книг и брошюр.
С 2005 главное направление исследований Е. Н. Шумилова — средневековая история Восточной Европы с VII по XVII в.: Хазарский и Русский каганаты, Русь и русские княжества, Ладожское ярлство, колонизационные процессы и войны, исторические личности и мифы. На эти темы он опубликовал более 70 статей, как в России, так и за её пределами, в журналах, в том числе «Вопросы истории» (6 статей), и в сборниках научных конференций. Статьи содержат новаторский подход к уже изученным темам и пересмотр сложившихся стереотипов, переосмысливают роль исторических личностей (князей Святослава Игоревича, Владимира Святославича, Ярослава Мудрого, Мстислава Великого, княгини Ольги), развенчивают исторические мифы, в частности, о венгерских путешественниках Юлиане и Иоганке. Е. Н. Шумилов первым указал на местонахождение Тахчеи (первой строгановской территории на восточном склоне Урала) и на роменскую культуру как на Русский каганат (Великую Швецию), поставил вопрос о северной границе Руси, сформировавшейся только к 40-м гг. XIII в., о Северском Донце, как главном водном пути русов в Чёрное море, о Ладожском ярлстве как эпицентре русской экспансии на Восток и роли ладожан в формировании Русского государства, о причинах похода князя Святослава Игоревича на Волгу в 960-е гг. и ухода новгородцев из Сибири во второй половине XIII в., о реальной причине дискуссии Константина Философа в Хазарии,  о двух стадиях (хазарской и савирской) существования Хазарского каганата, о первых христианах Руси — несторианах, о полюдье как сборе дани людьми для их продажи на экспорт, о тождестве Великой (Белой) Хорватии с лука-райковецкой культурой и т. д.
Его работы включены в учебные программы более 30 вузов России, Украины, ДНР.
Свои мемуары «Меня объял чужой народ» (более 1000 печатных страниц) публиковал в виде отдельных брошюр по главам. Параллельно выпускал фотоальбомы, как приложения к ним. Издал несколько книжек стихов.

## Награды
- Заслуженный работник ВОС (2000)
- Нагрудный знак «За заслуги перед Всероссийским обществом слепых III степени» (2002)